# 렐

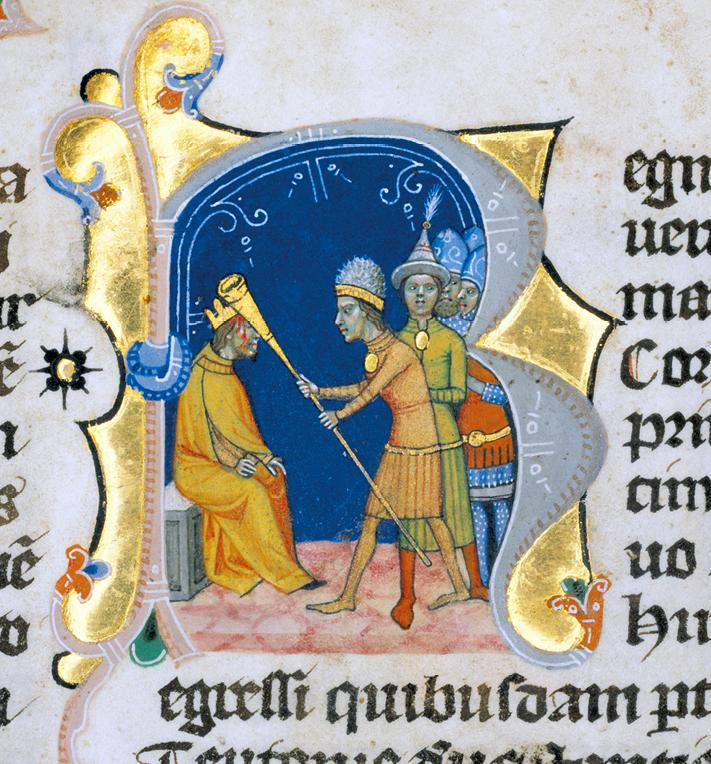
『삽화연대기』에서 최후 발악을 하는 렐.

렐(헝가리어: Lél, 라틴어: Lehel 레헬[*]: ?-955년 8월 10일)은 머저르인의 군장으로, 불추와 함께 머저르인의 유럽 침공에서 가장 중요한 인물 중 하나였다. 레히펠트 전투에서 패배하고 사로잡혀 레겐스부르크에서 처형되었다.
아노니무스 노타리우스는 렐이 895년 카르파티아 분지에 나타난 머저르인 7부족을 이끌던 7군장 중 한 명인 타스(Tas)의 아들이며 또한 대공 아르파드의 후손이라고 한다. 동로마 황제 콘스탄티누스 7세의 기록에서 타스가 아르파드의 손자라고 하므로, 렐이 아르파드의 증손자일 가능성은 있지만 연대가 다소 이상하다. 한편 케자이 시몬은 렐이 7군장 중 한 명이라고 비정했다.
렐은 925년경부터 카바르인의 땅이었던 니트라 공국을 다스렸다.
동프랑크 왕국과 머저르인들의 마찰이 심해진 결과 933년 리아데 전투가 벌어졌다. 이때 렗은 불추, 수르(Súr)와 함께 대공 졸탄 휘하에서 종군했다. 954년 봄, 머저르인들은 바이에른 공국을 다시 공격했고, 이 때 렐은 카바르인들을 이끌고 참전했다. 머저르인들은 로타링기아까지 진격해 콘라두스와 휴전을 맺고, 콘라두스와 공작위를 두고 경쟁하던 브루노 폰 쾰른 대주교와 싸웠다. 이듬해 오토 1세의 증원군이 도착하면서 아구크스부르크 근교 레히펠트에서 결전이 벌어졌다. 전투는 프랑크인들의 결정적 승리로 끝났다. 『장크트갈렌의 대편년사』에 따르면 이 때 보헤미아인 병사들이 머저르인 지도자 세 명을 붙잡았다고 기록되어 있다. 레헬, 불추, 수르였다. 오토 1세는 이 세 명을 남동생 하인리히 1세 폰 바이에른 공작에게 넘겼고, 하인리히 1세는 이들을 레겐스부르크에서 교수형에 처했다. 머저르인의 침공 예봉을 꺾은 공로를 인정받아 오토 1세는 962년 신성로마황제로 대관한다.
14세기에 헝가리에서 쓰여진 『삽화연대기』에서는 렐의 최후에 대해 거짓말 같은 이야기를 전하고 있다. 여기에 따르면 포로로 붙잡힌 렐과 불추가 독일인들의 황제(?) 앞에 끌려나왔다. 황제는 그들에게 어째서 머저르인들이 기독교인들에게 그렇게 잔혹한지 묻는다. 둘은 “우리야말로 신의 복수요, 진노를 전하러 왔노라”고 대답한다. 황제는 그들에게 죽고 싶은 대로 죽게 해줄테니 방법을 고르라고 한다. 렐은 자신의 뿔피리를 가져다 달라고 요구한다. 그래서 뿔피리를 건네주었더니 성큼 앞으로 다가가 뿔피리로 황제의 머리통을 후려갈겼다. 황제는 뇌진탕으로 즉사했고, 렐은 “네가 저승길을 앞서가, 저세상에서 내 시중을 들거라”고 말했다. 이후 그들은 끌려가 목이 매달렸다. 이것은 하인리히 1세 공작이 레히펠트 전투 직후 병으로 죽은 것을 왜곡한 것으로 보인다.